# ویکتور بوشوئف
ویکتور بوشوئف (روسی: Виктор Георгиевич Бушуев؛ ۱۸ مه ۱۹۳۳ – ۲۵ آوریل ۲۰۰۳) وزنه‌بردار اهل اتحاد جماهیر شوروی سوسیالیستی بود.
وی در مسابقات کشوری و بین‌المللی در مجموع برندهٔ ۴ مدال طلا شده‌است.